# ورگس (مینه‌سوتا)
ورگس، مینه‌سوتا (به انگلیسی: Vergas, Minnesota) یک شهر در ایالات متحده آمریکا است که در شهرستان اوتر تیل، مینه‌سوتا واقع شده‌است.

## خصوصیات
ورگس ۳٫۸۸ کیلومترمربع مساحت و ۳۳۱ نفر جمعیت دارد و ۴۳۱ متر بالاتر از سطح دریا واقع شده‌است.